# Церква святого Іоана Богослова (Штунь)
Церква святого апостола Іоана Богослова — постійно діючий православний (УПЦ МП) храм у селі Штунь в Ковельському районі Волинської області України. Настоятель — о. Петро Рудь.
Храм з дзвіницею-брамою збудовані в 1777 році, дзвіниця-брама — у 1867 році.  Ансамбль є унікальною пам'яткою волинської архітектурної школи і займає важливе місце серед культових споруд Правобережної України XVIII століття. У 1867 р. церква була капітально відремонтована . 
Храм з дзвіницею є пам'яткою архітектури і містобудування національного значення відповідно до постанови Ради Міністрів УРСР № 970 від 24 серпня 1963 року, охоронний № 139/1 (церква), охоронний № 139/2 (дзвіниця).

## Архітектура храму

### Екстер'єр церкви

План храму

Церква цегляна. Її об'ємно-просторова структура істотно відрізняється від основних типів культових споруд України. У композиції пам'ятки досягнуто органічного злиття базиліки з центральнокупольною системою, що дало новий різновид інтер'єру. Інтер'єр розділений пристінними пілонами на три частини, які вписані в прямокутний план. Притвор і східна апсида з напівциркульними склепіннями мають бічні членування (в інтер'єрі — це заглиблення між пілонами і торцевими стінами), перекриті значно нижче основних об'ємів, від чого зовнішнім формах пам'ятника надана базилікова форма.
Основну увага в композиції мас приділено центральній частині, домінуючою над усіма об'ємами, з високим зімкнутим склепінням на четверику, який підтримують спарені підпружні арки.
Перехід від четверика до граней склепіння відмічений складнопрофільованим карнизом, що підкреслює зальний характер інтер'єру. Зовні склепіння увінчане масивною бароковою главою, значення якої в композиції підсилено чотирма декоративними главками, поставленими над вікном кожної грані склепіння.
Зовнішній вигляд пам'ятника має стилістичні риси пізнього бароко, які проявилися в протиставленні горизонтальних і вертикальних членувань. Західний портал ефектно декорований складним профільованим сегментним сандриком.

### Інтер'єр церкви
Декор інтер'єру, як і архітектура храму, також носить пізнєбарочний характер, стіни і пілони увінчані важким карнизом, рясно розчленовані пілястрами з профільованими імпостами, які несуть розірвані за віконними отворами сегментні фронтони (торцеві стіни трансепту). Інтер'єр частково розписаний олією у кінці XIX ст., збереглися темперні розписи в медальйонах кінця XVIII ст.

## Дзвіниця
Дзвіниця, збудована у 1867 році, розташована на південний схід від церкви. Прямокутна в плані, двох'ярусна, з наскрізним проходом на територію церкви в першому ярусі і великими арочними отворами для дзвону у другому. Покрита двосхилим дахом, увінчаним главкою на високій шиї (XIX ст.). Декор дзвіниці виконаний у стилі раннього класицизму, гармонійно поєднується з архітектурою пам'ятки. Фасадні стіни завершені щипцями, низ яких з боків акцентований профільованими імпостами, проріз входу перекрито лучковою перемичкою із замковим каменем у шелизі. Між'ярусний декоративний поясок з невеликих квадратних ніш виділяє аркові прорізи дзвіниці.

## Галерея

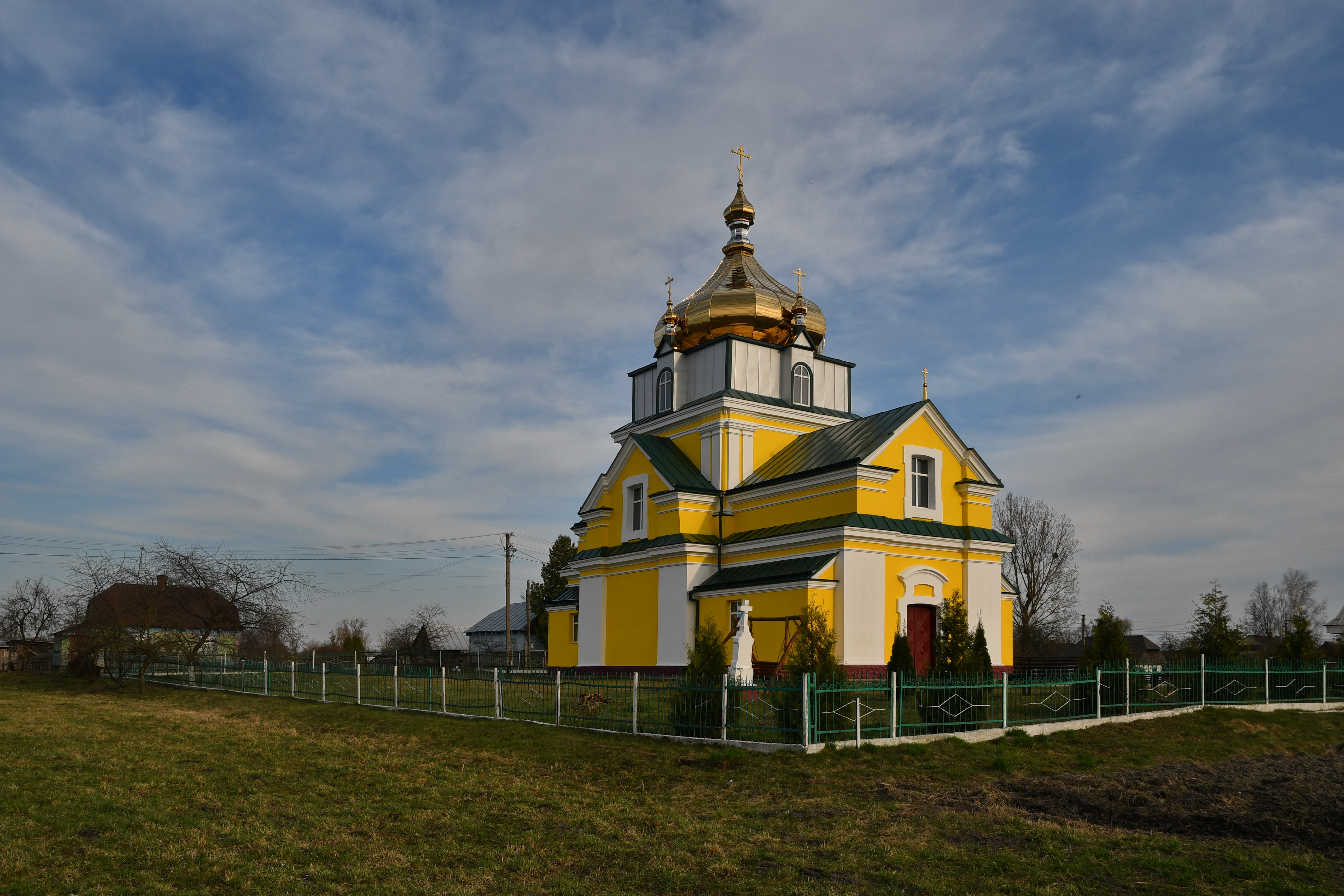
Церква з північно-західного боку. Фото В. Галевського, 2021 р.
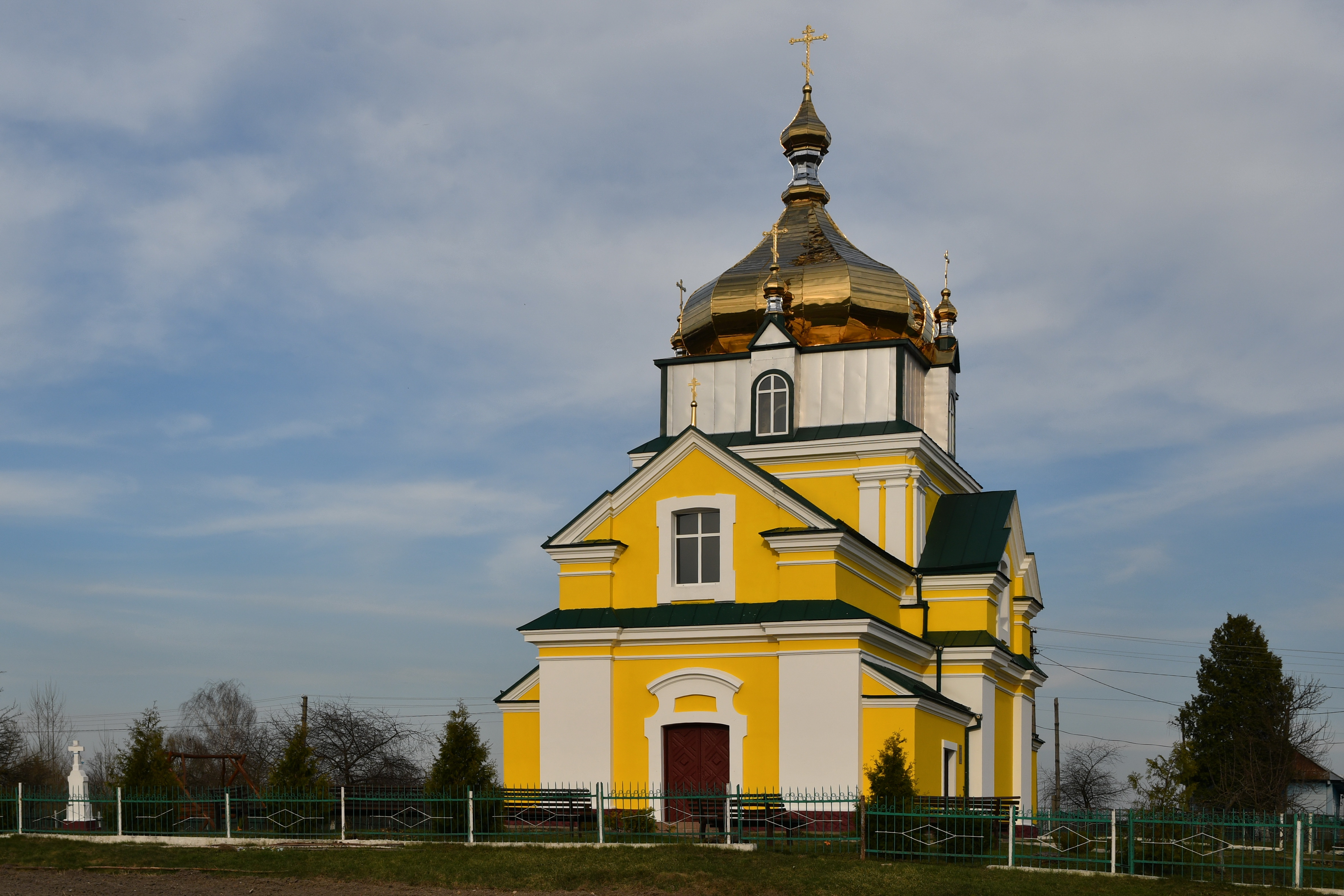
Храм із західного боку. Фото В. Галевського, 2021 р.
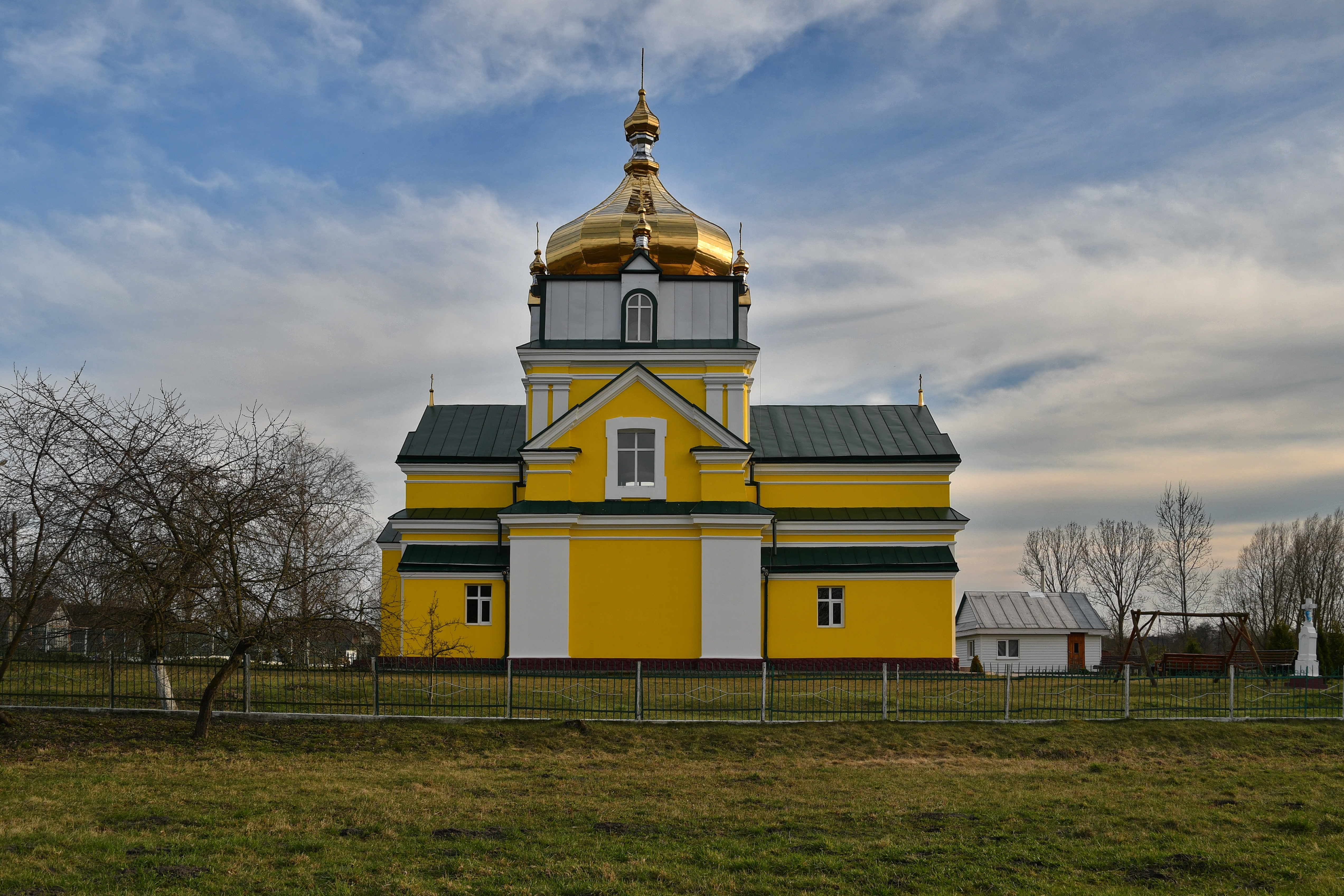
Церква з північного боку. Фото В. Галевського, 2021 р.
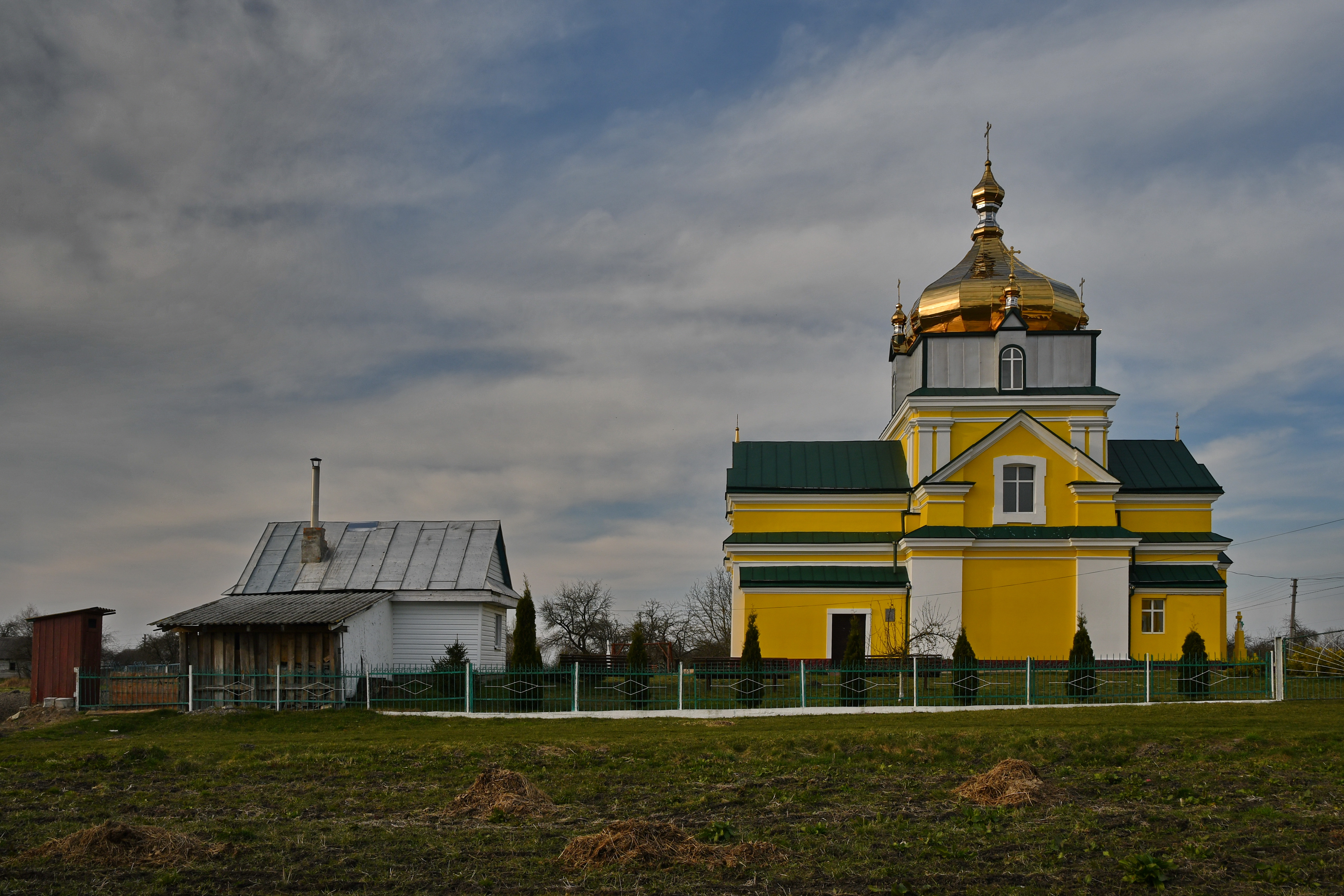
Храм з південного боку. Фото В. Галевського, 2021 р.
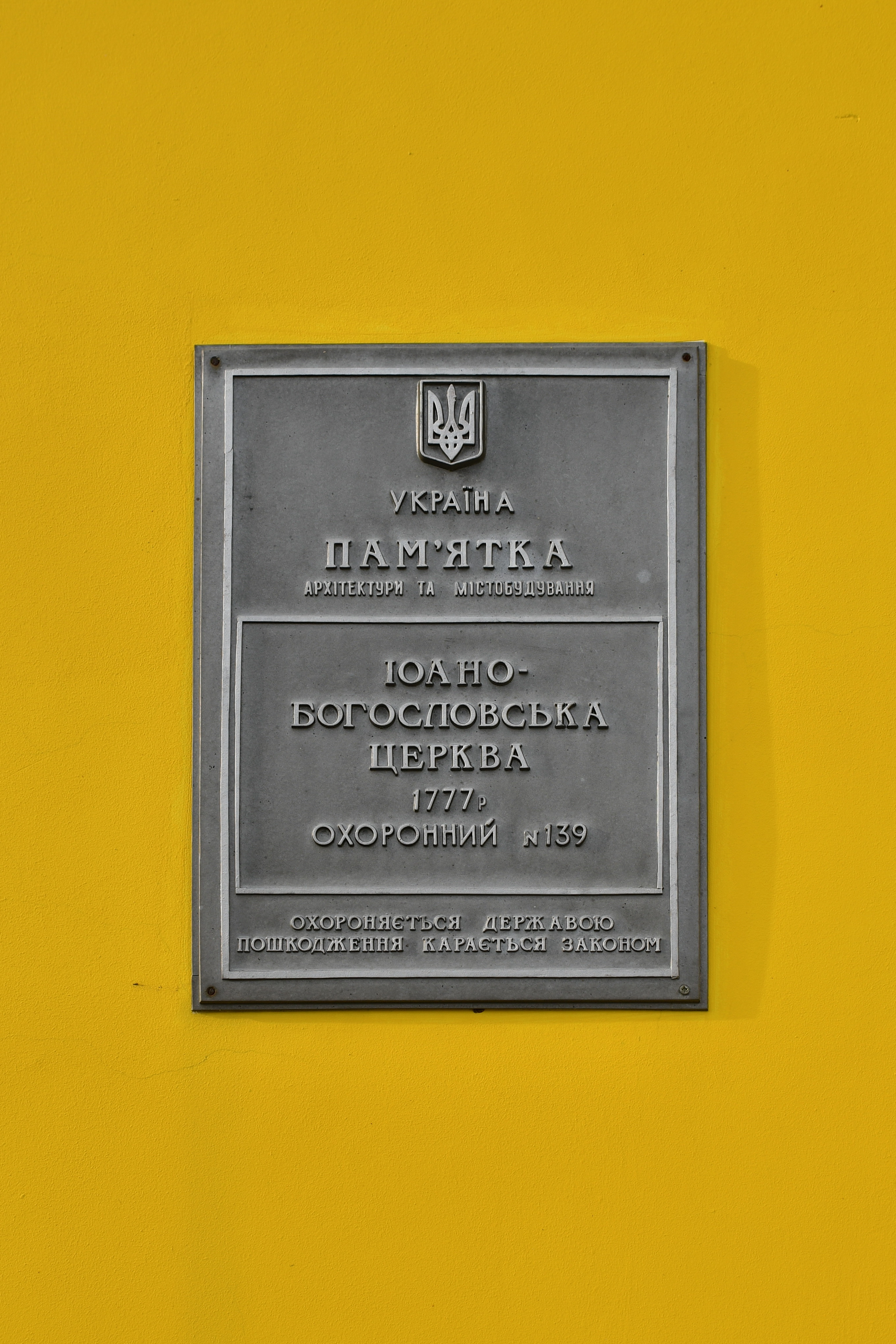
Охоронна дошка церкви. Фото В. Галевського, 2021 р.
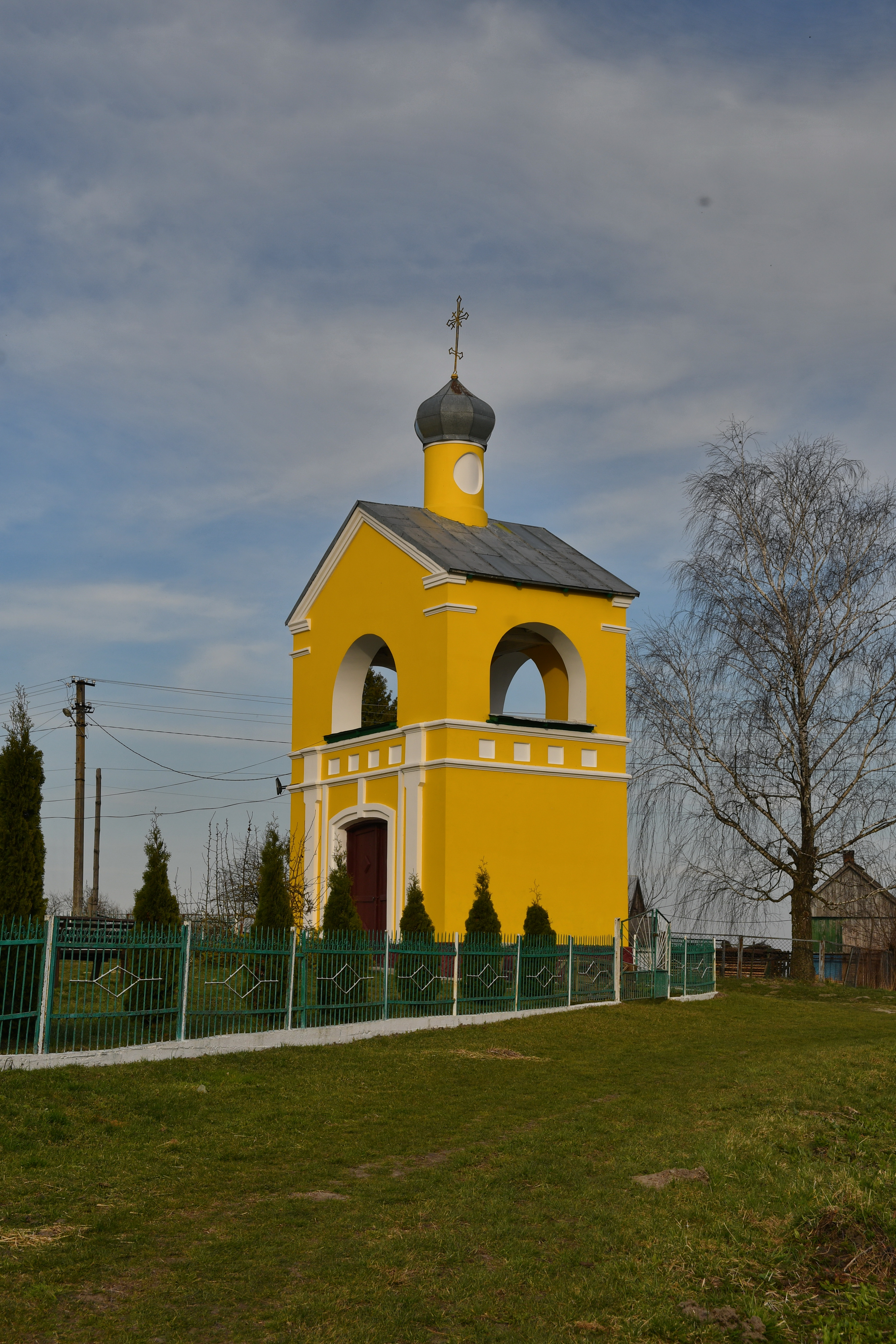
Дзвіниця з південно-західного боку. Фото В. Галевського, 2021 р.
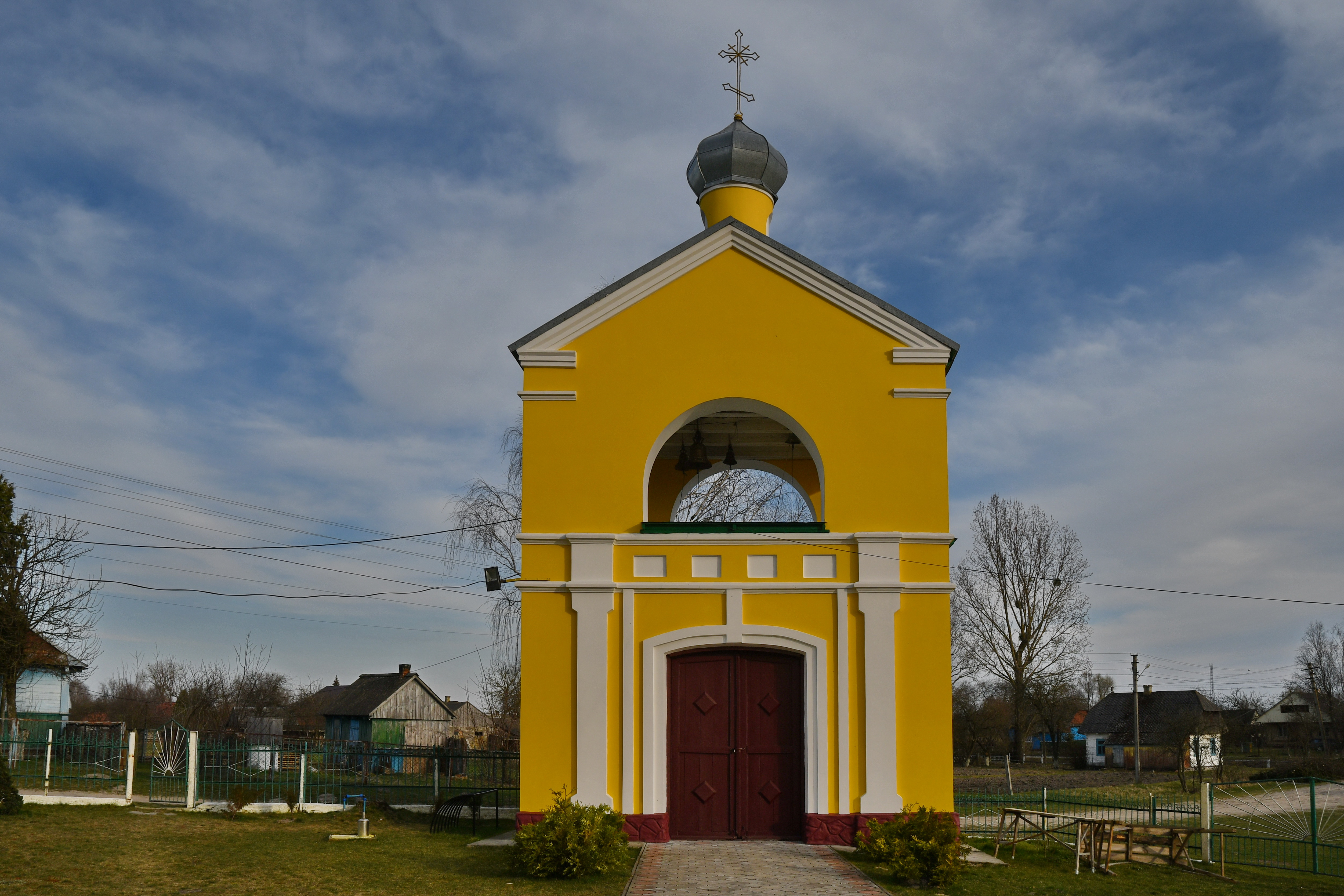
Брама-дзвіниця з північно-західного боку. Фото В. Галевського, 2021 р.
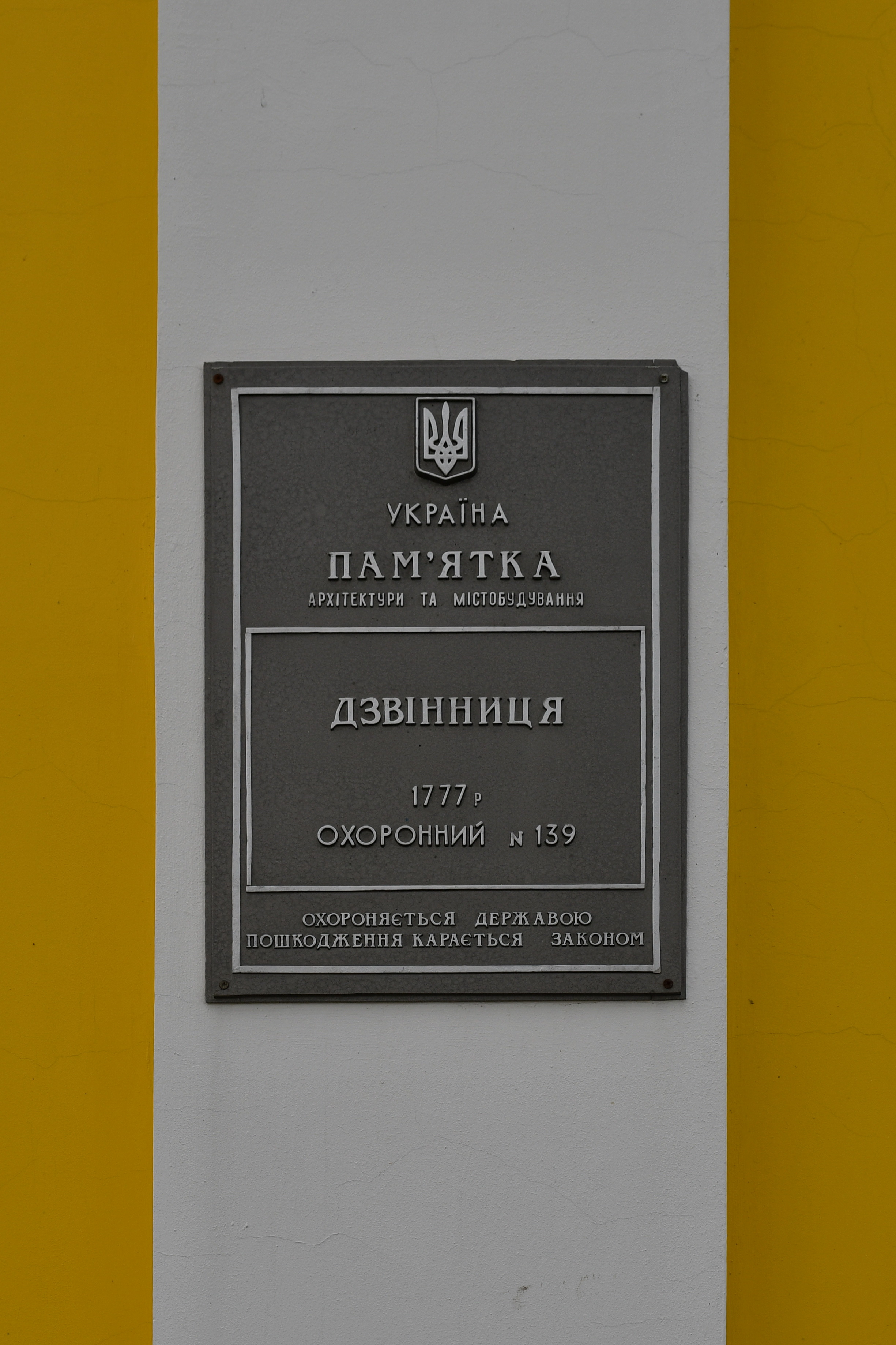
Охоронна дошка дзвіниці. Фото В. Галевського, 2021 р.